# Andre Agassi
Andre Kirk Agassi (Las Vegas, Nevada, 29. travnja 1970.) umirovljeni je američki tenisač iranskog podrijetla, koji je u karijeri bio i broj 1 na ATP ljestvici.
Agassi je u svojoj impresivnoj karijeri osvojio sve što se u tenisu može osvojiti. On je jedan od ukupno pet igrača u povijesti koji su tijekom karijere osvojili sva četiri Grand Slam turnira. Jedini je igrač u muškom tenisu koji je uz 4 najveća osvojio još i momčadski Masters Cup, momčadski Davis Cup te zlatnu medalju na Olimpijskim igrama. Osvojio je ukupno 17 turnira iz tzv. ATP Masters serije (više od ijednog drugog tenisača), te ukupno 60 turnira u pojedinačnoj konkurenciji, uz jedan naslov u igri parova. Samo od nagrada u karijeri je osvojio više od 30.000.000 USD. Povukao se iz tenisa 3. rujna 2006. godine, nakon poraza u trećem kolu US Opena.

## Tehnika igre
Općenito se Agassija smatra jednim od najboljih tenisača svih vremena. Bio je igrač osnovne crte, ali je zbog specifične tehnike udaranja loptice tik nakon odskoka lopticu uglavnom udarao unutar terena, čime je mogao izgraditi agresivni napadački stil. To mu je omogućio njegov izrazito kratki i brz zamah reketom te fantastična koordinacija oka i ruke. Da bi prakticirao takav agresivni stil, nužna je bila i iznimna fizička sprema, koju je Agassi imao gotovo cijelu dugogodišnju karijeru. Iako mu servis i volej nisu bili jača strana, cijelo vrijeme karijere je poboljšavao i te segmente igre, pa je primjerice zadnjih godina karijere imao i vrlo solidan servis, za razliku od početka karijere kada mu je to bila najslabija točka. Taktika mu je bila vro jednostavna: agresivnim izmjenama s osnovne crte natjerati protivnika da što više trči i na taj način se izmori te pogriješi. Dio taktike je bila i navika brze izmjene poena i brze pripreme za sljedeći servis, da protivniku onemogući da 'dođe do daha'. Stoga mu je jedan od nadimaka The punisher, što u slobodnom prijevodu s engleskog jezika znači onaj koji kažnjava.

## Javna prezentacija
Agassi je početkom karijere osim odličnim igrama privlačio pažnju javnosti i zanimljivim medijskim istupima, neortodoksnim odijevanjem te frizurom. Posebno omiljen među mladima, ponekad je izazivao i kontroverze pa i negodovanja u relativno konzervativnom svijetu tenisa tih godina kada je počinjao karijeru. Čuven je njegov rivalitet s Peteom Samprasom, koji je po izgledu, ponašanju i načinu igre bio sušta suprotnost. Kasnije u karijeri njegov je nastup bio dosta promijenjen: dugu kosu je zamijenila kratka kosa ili čak obrijana glava, a agresivno ponašanje na terenu je zamijenila mirna koncentracija. Izvan tenisa, posebno kasnijih godina, postao je poznat po humanitarnom radu.

## Osobni život
Agassi je oženjen još jednom teniskom legendom, Steffi Graf, s kojom ima dvoje djece.

## Vanjske poveznice
- Profil na stranici ATP Toura (engl.)